# Гинуши, Скендер
Скендер Гинуши (алб. Skënder Gjinushi; 24 декабря 1949, Влёра, Албания) — албанский политический и государственный деятель, учёный, математик, педагог, профессор (1986), академик Албанской академии наук, доктор наук (1977). Президент Албании (24 июля 1997). Основатель и лидер Социал-демократической партии Албании (1991—2003). Председатель президиума Парламента Албании (24 июля 1997—4 сентября 2001). Министр.

## Биография
Сын офицера албанской армии. В 1968—1972 годах изучал математику в Тиранском университете Стажировался в парижском Университете Пьера и Марии Кюри, где в 1977 году защитил докторскую диссертацию в области функционального анализа. До 1987 года — преподаватель университета Тираны. Автор нескольких трудов и научных статей. С 1989 года — член Албанской академии наук, в 2019 году стал её президентом.
В 1987—1991 годах работал министром образования Албании. Тогда же был избран депутатом Парламента Албании, переизбирался в 1996 и 1997 годах. В 1997 году занял должность председателя президиума албанского парламента.
24 июля 1997 года несколько часов был президентом Албании. В 2001—2002 годах был вице-премьером и министром труда и социальной политики.

## Избранные публикации
- 1986: Bazat e topologjisë së përgjithshme
- 1988: Analiza funksionale
- 1992: Probleme të analizës funksionale